# Tuffi ai campionati mondiali di nuoto 2015 - Squadra mista
La competizione di tuffi a squadra dei campionati mondiali di nuoto 2015 è stata disputata il 29 luglio 2015 nell'Aquatics Palace di Kazan'. Vi hanno preso parte 14 squadre nazionali, ognuna composta da due atleti, un uomo e una donna.

## Medaglie
| Posizione | Atleta                                 | Nazionalità   |
| --------- | -------------------------------------- | ------------- |
| Oro       | Tom Daley Rebecca Gallantree           | Gran Bretagna |
| Argento   | Oleksandr Horškovozov Julija Prokopčuk | Ucraina       |
| Bronzo    | Chen Ruolin Xie Siyi                   | Cina          |

## Risultati
| Posizione | Atleta        | Nazionalità                            | Punti  |
| --------- | ------------- | -------------------------------------- | ------ |
| 1         | Gran Bretagna | Tom Daley Rebecca Gallantree           | 434.65 |
| 2         | Ucraina       | Oleksandr Horškovozov Julija Prokopčuk | 426.45 |
| 3         | Cina          | Chen Ruolin Xie Siyi                   | 425.40 |
| 4         | Russia        | Nadežda Bažina Viktor Minibaev         | 418.50 |
| 5         | Francia       | Laura Marino Matthieu Rosset           | 417.20 |
| 6         | Messico       | Arantxa Chávez Iván García             | 399.40 |
| 7         | Stati Uniti   | David Boudia Jessica Parratto          | 395.40 |
| 8         | Italia        | Noemi Batki Michele Benedetti          | 377.05 |
| 9         | Malaysia      | Chew Yiwei Loh Loh Zhiayi              | 360.50 |
| 10        | Bielorussia   | Vadzim Kaptur Alëna Chamul'kina        | 352.00 |
| 11        | Germania      | Tina Punzel Martin Wolfram             | 348.95 |
| 12        | Corea del Sud | Kim Na-mi Woo Ha-ram                   | 331.95 |
| 13        | Romania       | Mara Aiacoboae Cătălin Cozma           | 318.95 |
| 14        | Egitto        | Maha Abdelsalam Mohab El-Kordy         | 310.60 |